# 許乃仁
許乃仁（1971年—），前FOX體育台網球評述員，以資料統整詳細與自然解說比賽的風格而著稱，同時兼任其他運動評述。

## 生平
文化大學紡織工程系畢業，他1994年就開始進入ESPN中文解說部，初期以播報網球大滿貫賽事為主，之後跨足包括足球、美式足球、日本職棒、高爾夫球、撞球、英式橄欖球等各種體育賽事擔任評述。
2018年澳洲網球公開賽，在每日賽程結束以後，在Fb個人粉絲頁上，每天晚上開直播與球迷互動，進行賽後講評與即興自彈自唱，連續14天，期間包含FOX體育台多名主播、球評與記者皆加入直播。

## 風格
許乃仁優雅與平易近人的說話風格成爲他的個人特色，他的聲調會隨著比賽的情況，有時高低起伏，有時平穩柔順、有時激動歡呼、時而驚歎惋惜，讓觀眾自然地跟隨比賽的過程，感受到箇中意境與奧妙。
他在播報網球比賽時，對於場上任何狀況，一向是有條不紊的解說，能使觀眾融入比賽的氣氛中，彷彿置身在現場看球。在轉播時總是適時穿插雙方球員的背景資料、對戰紀錄、技術分析、以及近況和相關新聞等額外資訊，使得觀眾除了能欣賞比賽中球員的精彩表現外，也能多了解球員在比賽之外的另外一面，如鏡頭照到球員的家人、教練、體能訓練師、伴侶等等或是場上觀戰的傳奇球員與政商名流，能一一點出，做簡略的介紹，使觀眾對球員有了除樣貌和球技以外的認識，進而更加融入網球比賽的氛圍當中。